# Folkabbestia
Folkabbestia è un gruppo musicale italiano folk rock.
Il loro stile trae ispirazione dalla musica popolare italiana, spaziando dal folk al punk e dallo ska al rock, permeato di cultura di musica popolare proveniente dall'Irlanda, passando per i Balcani.
Sono entrati nei Guinness dei primati nel novembre del 2003, per aver suonato a Milano la stessa canzone per 30 ore consecutive (battendo il record stabilito in precedenza da Elio e le Storie Tese). La performance venne trasmessa in diretta radiofonica dal network di Radio Popolare.

## Storia del gruppo
La band nasce a Bari nel 1996 dalle ceneri di un gruppo precedente, i Folkways, formatosi nel 1994 da Lorenzo Mannarini, Francesco Fiore (che avevano avuto esperienze precedenti coi Mother Shame, band di Progressive Rock) ed Osvaldo Laviosa, che già suonavano nei Mc&O', insieme a Nicola De Liso. Il loro intento era quello di fare cover dei Pogues. Tuttavia con l'ingresso di Umberto de Palma, il quale porta la musica popolare del sud Italia, di Antongiulio Galeandro, fisarmonicista che fa conoscere la musica balcanica e del paroliere Luca Basso, i Folkways si trasformano in Folkabbestia.
Dopo aver pubblicato Folkabbestia, un semplice demo autoprodotto su musicassetta, si rivelano subito come una delle più interessanti realtà della scena underground italiana, e riescono a suonare in alcune importanti manifestazioni italiane come l'Arezzo Wave, la Biennale dei giovani artisti del Mediterraneo ed il Festival di Lorient. Tuttavia, Umberto e Osvaldo decidono di lasciare il gruppo per dedicarsi ai propri progetti. I Folkabbestia decidono di ingaggiare Fabio Losito, violinista, e Cesare Dell'Anna, trombettista jazz. Nel 1998 il gruppo produce il suo primo album, Breve saggio filosofico sul senso della vita, che ottiene un notevole successo di critica e di pubblico.
Nel 2000 il trombettista Cesare Dell'Anna e il fisarmonicista Antongiulio Galeandro lasciano il gruppo per dedicarsi al progetto Opa Cupa, arrivano Giuseppe Porsia, flautista,  già componente dei Mc&O' e il fisarmonicista Michele Sansone. Il gruppo, seguito da una sempre più nutrita schiera di appassionati, sforna due dischi ed una lunga serie di concerti. Nel 2003 Sansone e Porsia lasciano la band e subentrano Piero Santoro alla fisarmonica e Simone Martorana alla chitarra elettrica. Il sound del gruppo diventa un po'  più rock e vengono prodotti gli album Pèrche. 44 date in fila per tre col resto di due nel quale Alessandro Finazzo della Bandabardò collabora come produttore artistico e 25-60-38. Breve saggio sulla canzone italiana in cui la band collabora con Franco Battiato, Caparezza, Enrico Greppi della Bandabardò, Daniele Sepe.
“L'avvelenata” cantata con Franco Battiato entra in rotazione nei maggiori network radiofonici (ad esempio Radio Deejay e Radio Rai). Nel 2009 Fabio Losito lascia il gruppo per dedicarsi alla politica (viene nominato prima assessore alla cultura alla provincia di Bari e poi assessore al comune di Bari), nello stesso anno il trombettista Giorgio Distante entra a far parte della band. Con questa nuova formazione il gruppo produce altri due album: Il segreto della felicità e Girano le pale. Nel 2012 il chitarrista Simone Martorana lascia il gruppo mentre il violinista Osvaldo Laviosa torna a far parte della band.

## Riconoscimenti
Nel 2006 hanno ricevuto il Premio Carosone per l'interpretazione di Tre numeri al lotto e nel 2008 il Premio Matteo Salvatore.

## Formazione

### Formazione attuale
- Lorenzo "Lollomanna" Mannarini: voce, chitarre, pianoforte (1996-presente)
- Francesco "Checco" Fiore: basso (1996-presente)
- Nicola "Negus" De Liso: batteria (1996-presente)
- Osvaldo Laviosa: violino (1996-1997, 2012-presente)
- Pietro "Piero" Santoro: fisarmonica (2003-presente)
- Giorgio Distante: tromba (2009-presente)

### Ex componenti
- Umberto de Palma: voce, percussioni (1996-1997)
- Antongiulio Galeandro: fisarmonica, flauto (1996-2000)
- Fabio Losito: violino (1997-2009)
- Cesare Dell'Anna: tromba, flicorno (1997-2000)
- Michele Sansone: fisarmonica (2000-2003)
- Giuseppe "Pino" Porsia: flauto (2000-2003)
- Simone Martorana: chitarre (2003-2012)

## Discografia

### Album in studio
- 1998 - Breve saggio filosofico sul senso della vita
- 2000 - Se la rosa non si chiamerebbe rosa, Rita sarebbe il suo nome
- 2003 - Non è mai troppo tardi per avere un'infanzia felice
- 2005 - Pèrche. 44 date in fila per tre col resto di due
- 2006 - 25-60-38. Breve saggio sulla canzone italiana
- 2008 - Il segreto della felicità
- 2010 - Girano le pale
- 2017 - Giramondi
- 2019 - Il fricchettone 2.0

### Demo
- 1996 - Folkabbestia